# غوس بيل
غوس بيل (بالإنجليزية: Gus Bell)‏ هو لاعب كرة قاعدة أمريكي، ولد في 15 نوفمبر 1928 في لويفيل في الولايات المتحدة، وتوفي في 7 مايو 1995 في مونتغومري في الولايات المتحدة.

## وصلات خارجية
- غوس بيل على موقعبيزبول رفرنس.كوم (الدوري الرئيسي) (الإنجليزية)
- غوس بيل على موقعبيزبول رفرنس.كوم (الدوري الثانوي) (الإنجليزية)
- غوس بيل على موقع إي إس بي إن.كوم (أم.أل.بي) (الإنجليزية)